# ノハラナデシコ
ノハラナデシコ（野原撫子）は、ナデシコ科ナデシコ属の1種の一年草で、学名はDianthus armeria L.。
ヨーロッパ原産で、1967年に長野県で確認され本州から九州（及び北海道）で帰化している。茎は地表近くで分枝し、上部にちぢれた短い毛がありその高さは 50 cm となる。根生葉はへら形で柄があり、茎の葉は対生し線形で柄がなく両面に毛があって、直立するかやや開く。
花期は 5 - 7 月で、花は数個ずつ束生し、がくに接して 3対の細毛のある苞葉がある。花には淡紅色に白い点のある花弁が 5 枚ある。
果実は蒴果で、熟すると先端が 4 つに裂開する。種子は黒色で卵形で 1.2 mm。

ノハラナデシコ の種子

画像